# Porsche Cayman (Type 981c)
La Porsche Cayman Type 981c est la deuxième génération de la Porsche Cayman et elle partage sa plate-forme technique avec la Porsche Boxster (Type 981). Elle a été présentée au Salon de l'automobile de Los Angeles le 29 novembre 2012. Elle est plus légère que sa prédécesseur et elle a 10 ch (Cayman) ou 5 ch (Cayman S) de puissance de plus que sa prédécesseur. La successeur de la Cayman R était la Cayman GTS, un modèle plus puissant et donc plus sportif de la gamme avec une puissance supplémentaire de 10 ch par rapport à sa prédécesseur.
La successeur de la Cayman (981c) a été présentée sous le nom de 718 Cayman au Salon de l'automobile de Pékin en avril 2016. Comme la 718 Boxster, introduite début 2016, son nom porte désormais le numéro 718, qui vise à rappeler l’ancienne voiture de course Porsche 718. Ce lien vient du fait que des moteurs 4 cylindres sont installés à la fois dans la gamme 718 et dans la nouvelle gamme de modèles 982 (718 Boxster/718 Cayman). Pour la première fois, la technologie turbo a également fait son apparition dans la Cayman/Boxster.

## Cayman

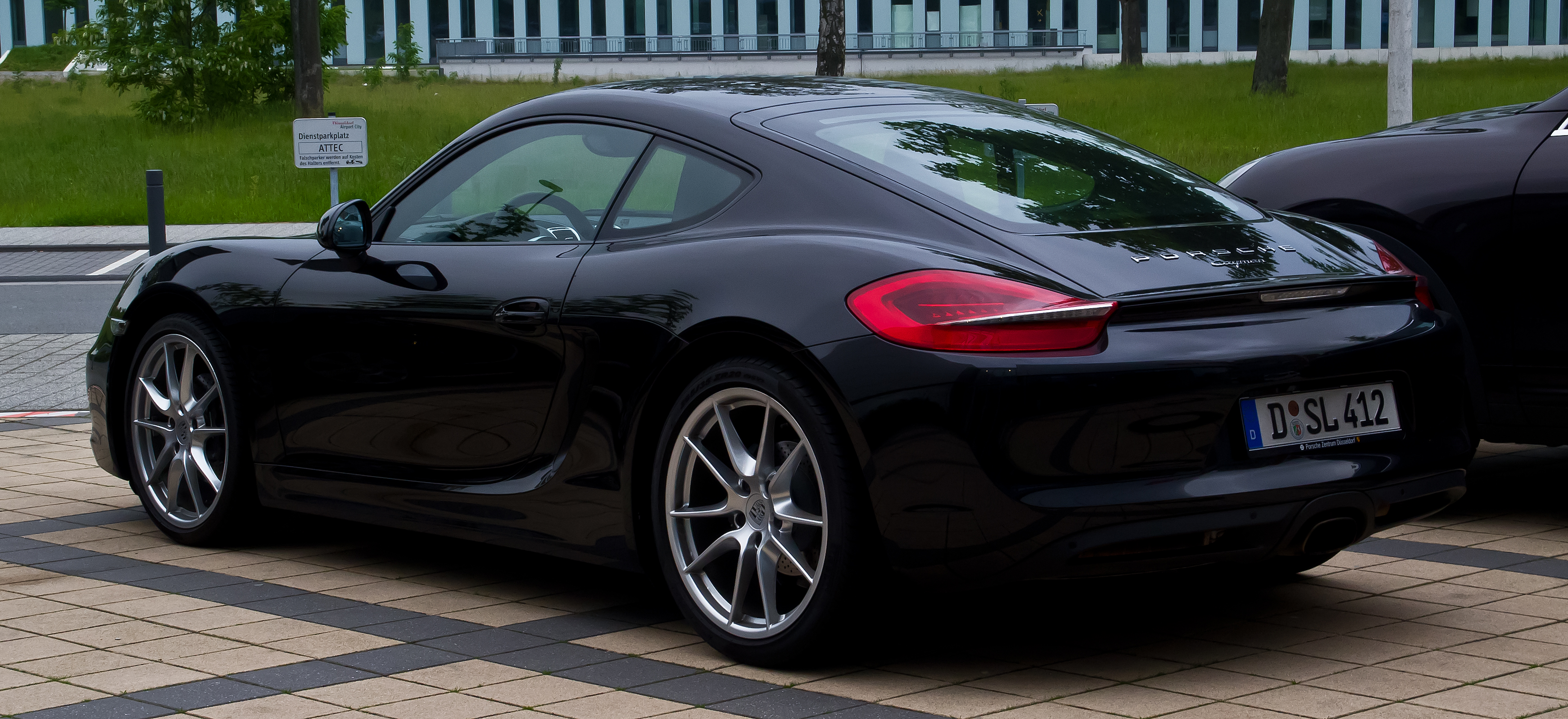
Vue latérale
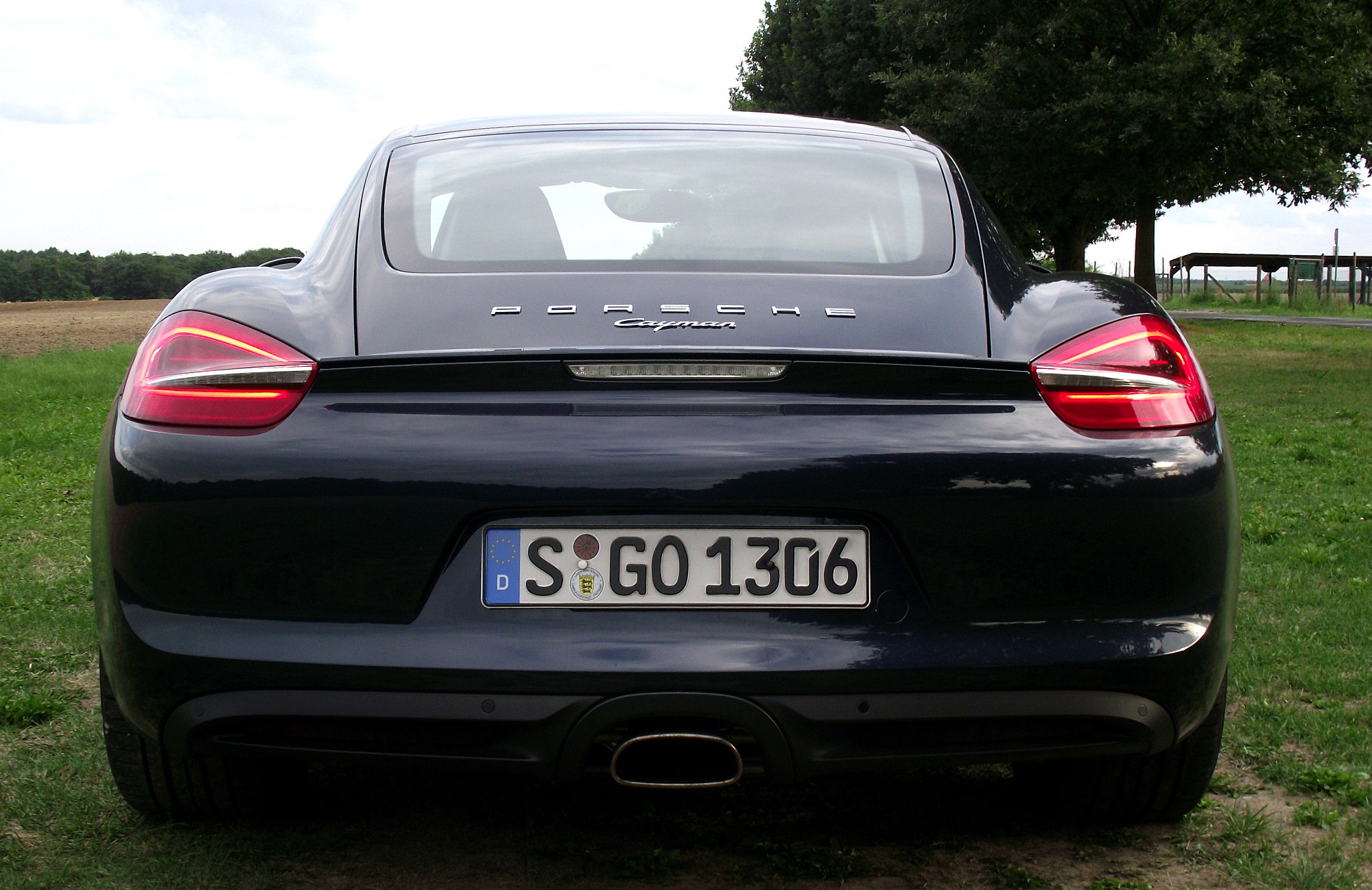
Vue arrière
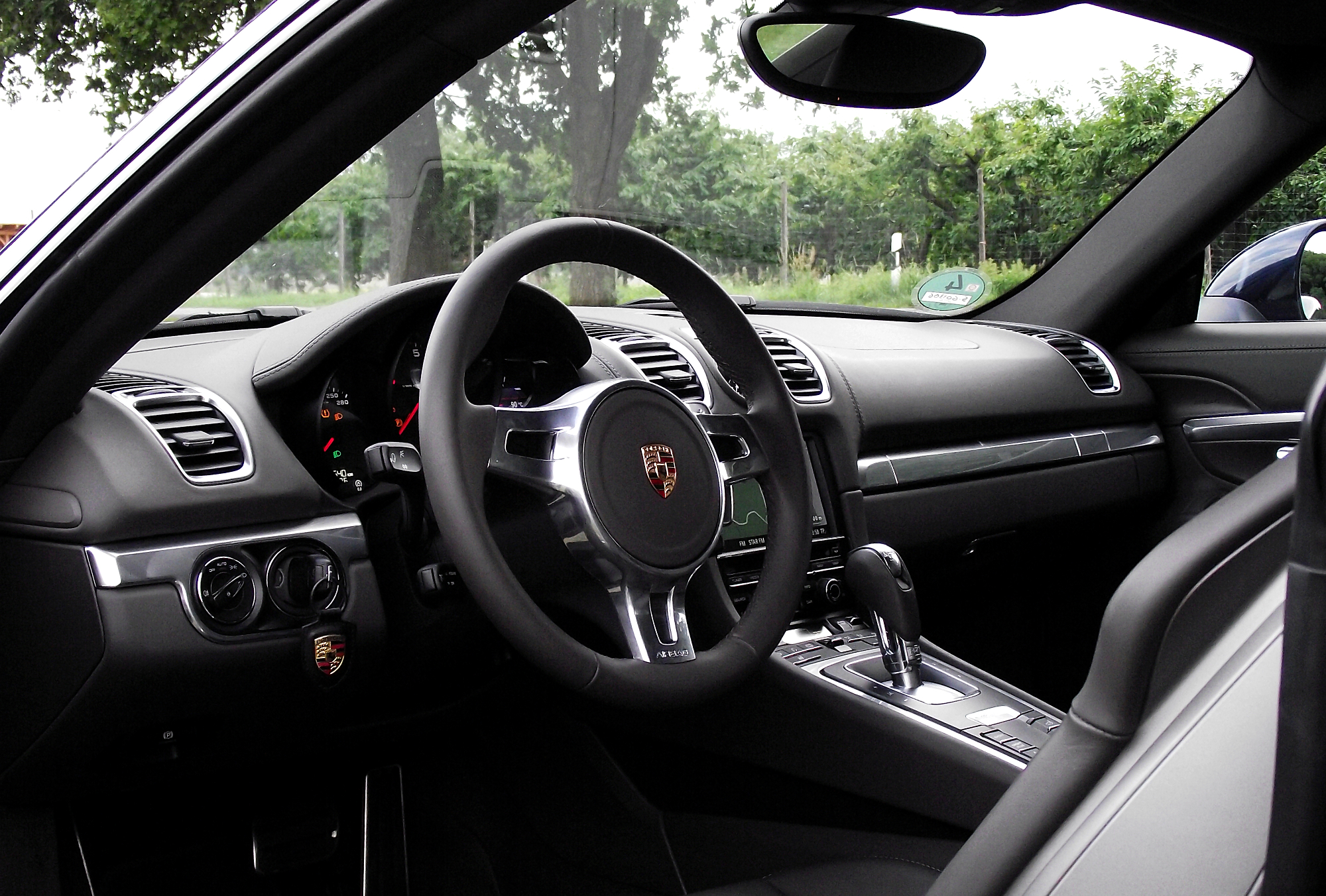
Intérieur en cuir Achatgrau avec PDK
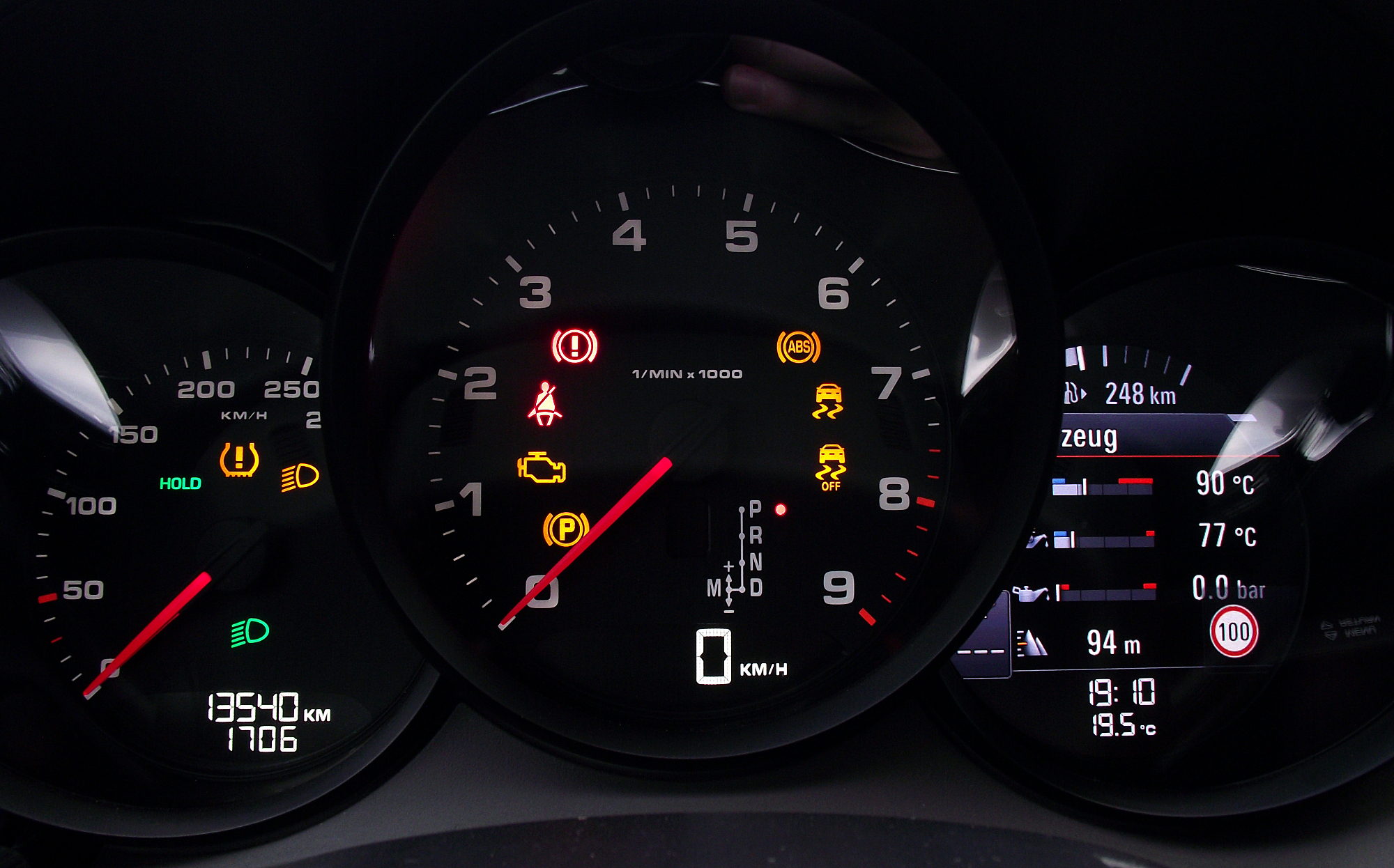
Combiné d’instrumentations avec tachymètre central

## Cayman GTS

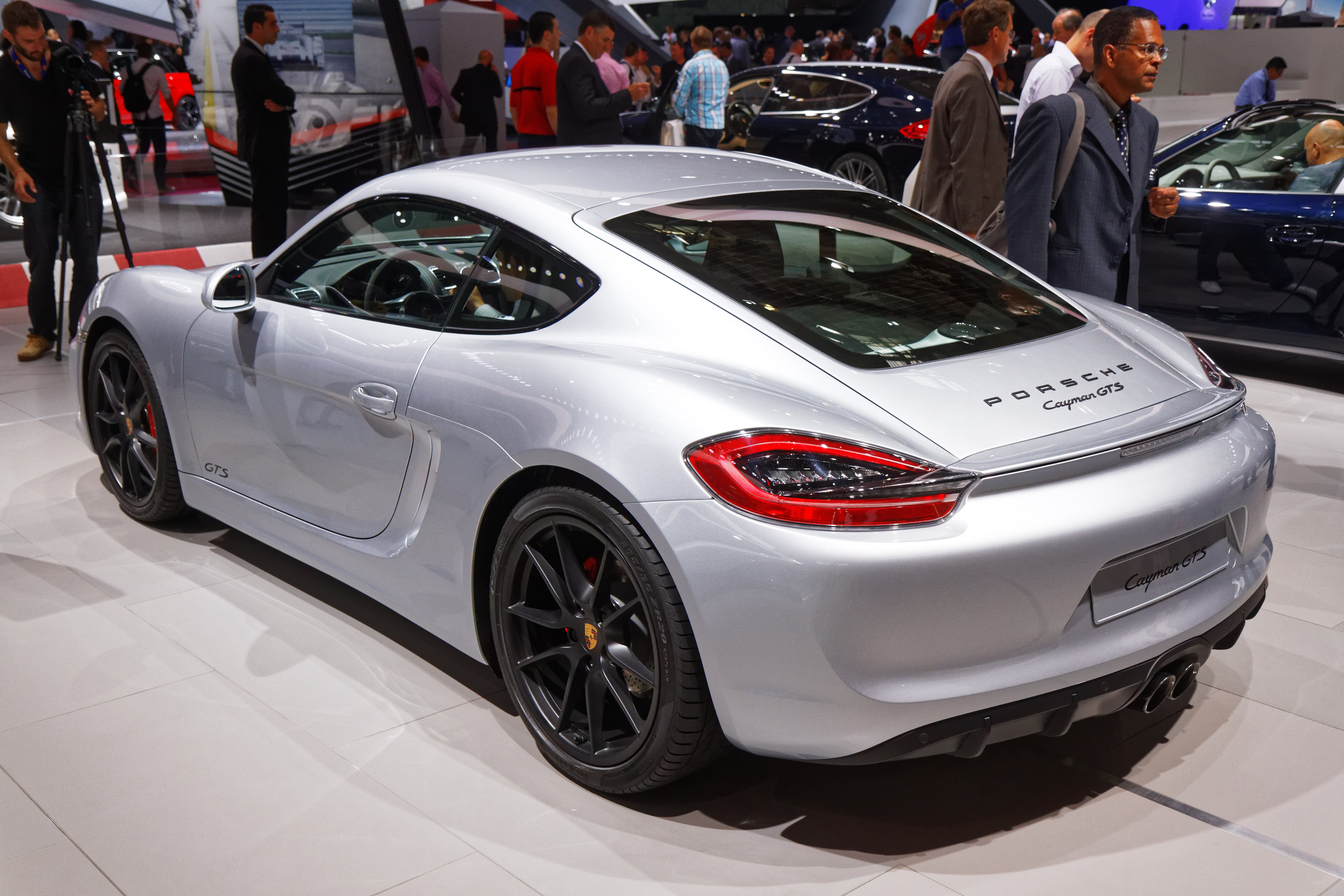
Porsche Cayman GTS (981)
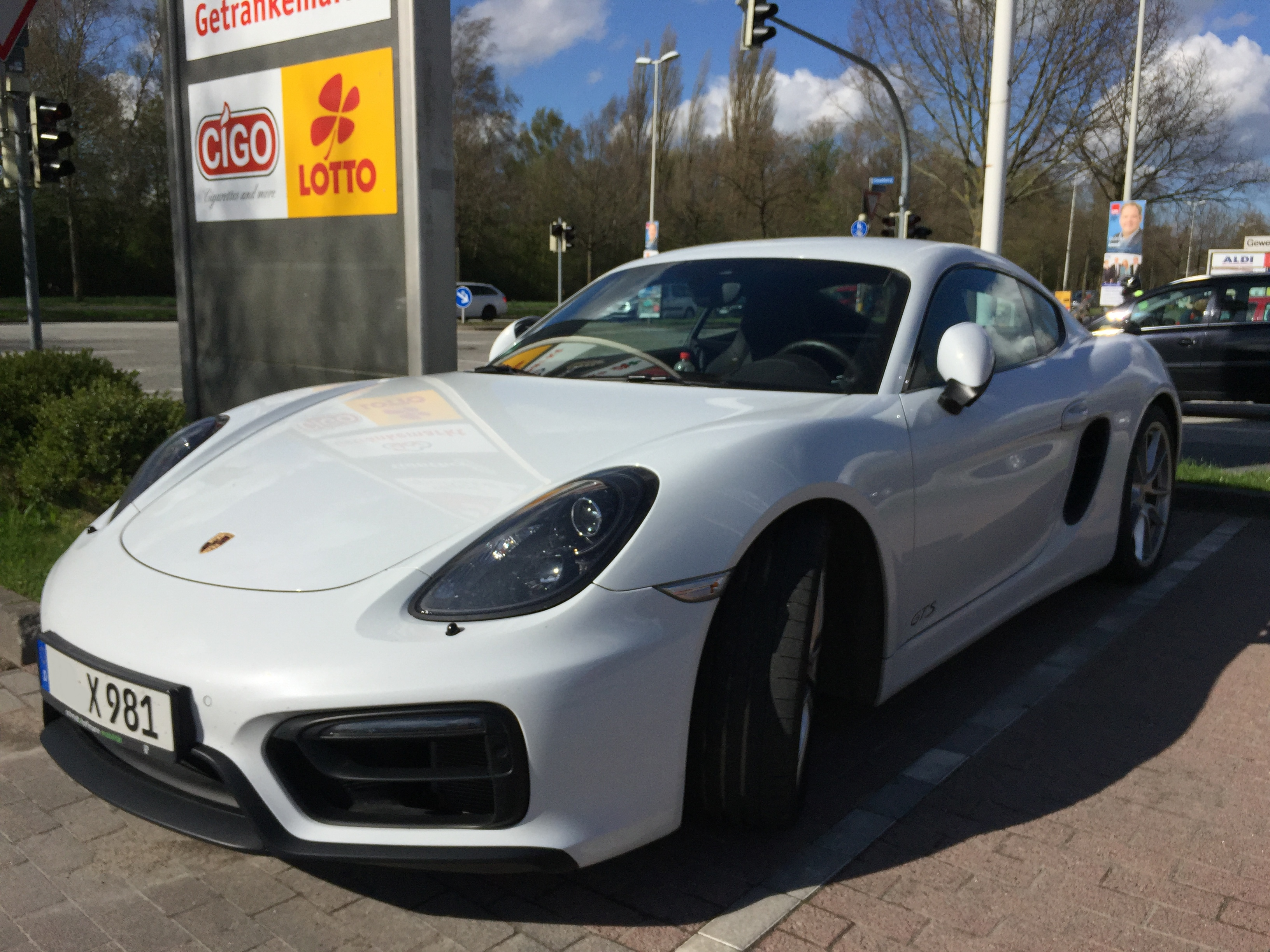
Porsche Cayman GTS (981)
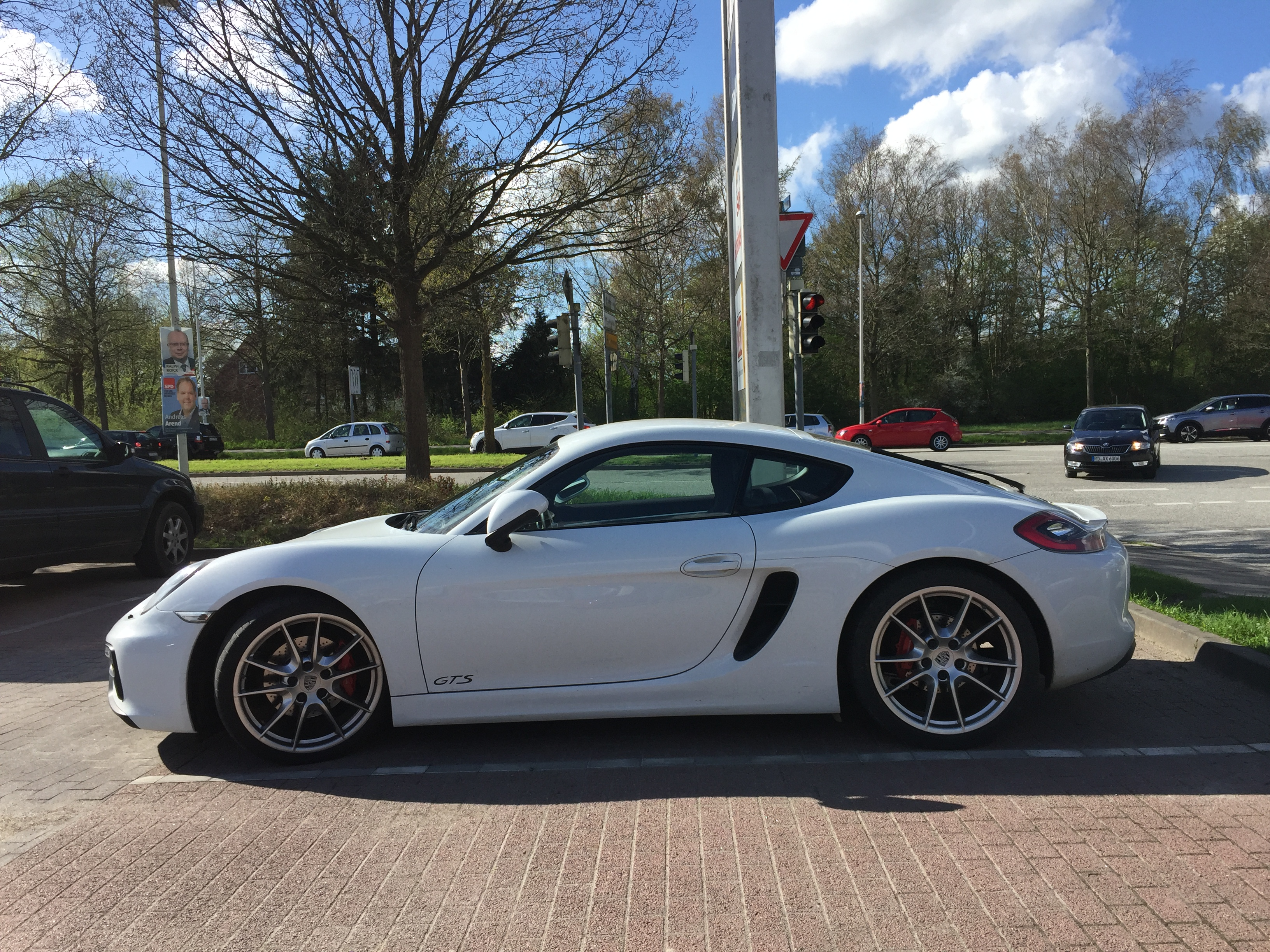
Porsche Cayman GTS (981)

## Cayman GT4
Au Salon international de l'automobile de Genève 2015, la Cayman GT4 a été présentée en tant que variante la plus puissante et la plus sportive de la Cayman. Le moteur Boxer de 3,8 litres provient de la Porsche 911 Carrera S (991). L’essieu avant, certaines parties de l’essieu arrière et les freins proviennent de la Porsche 911 GT3 (991). Le châssis peut être ajusté en termes de pincement, de carrossage, de hauteur du véhicule et de stabilisateurs. En raison de ces différentes pièces de châssis, la Cayman GT4 a un empattement différent de celui des modèles Cayman, Cayman S et Cayman GTS.

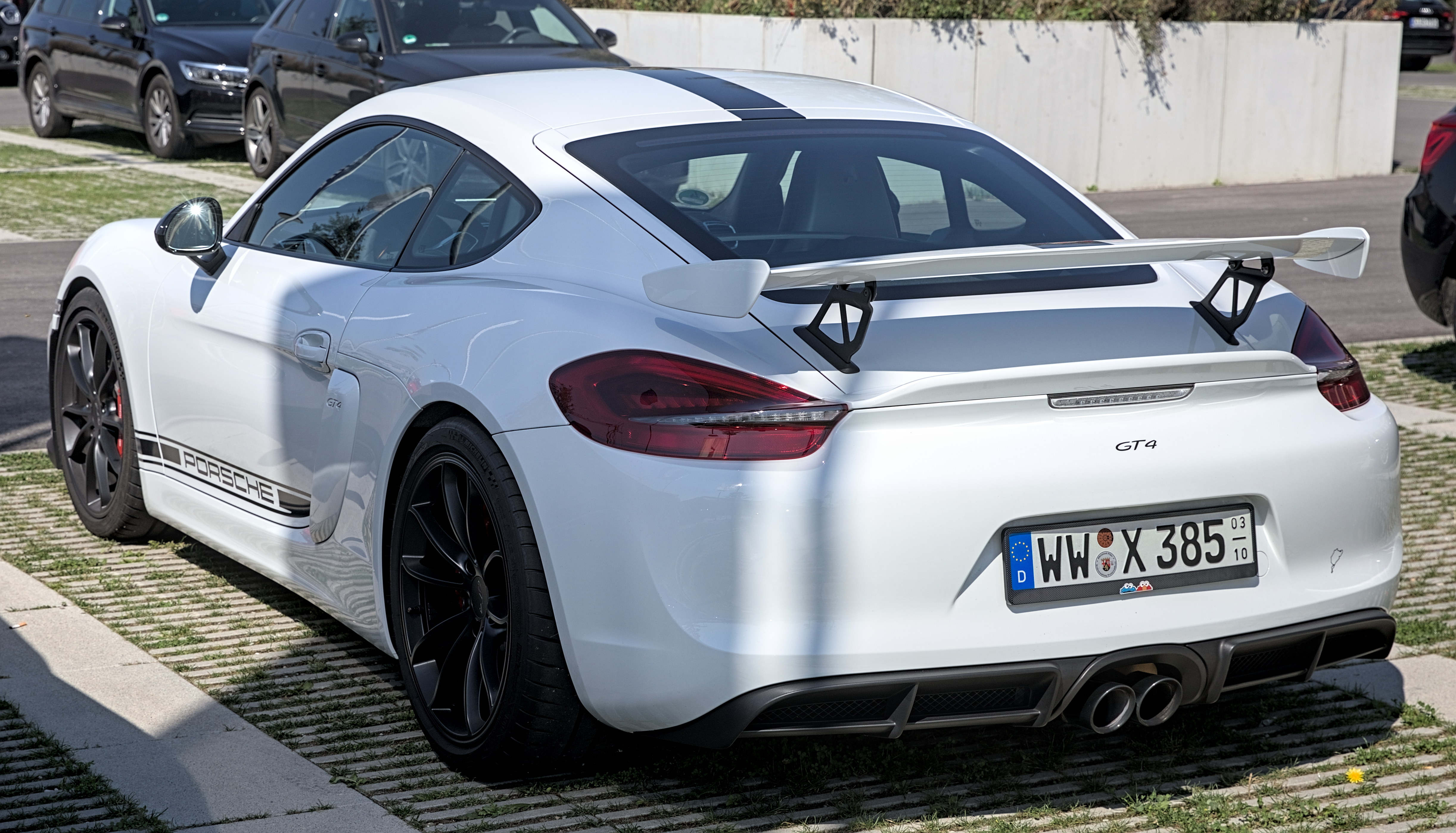
Porsche Cayman GT4 (981)
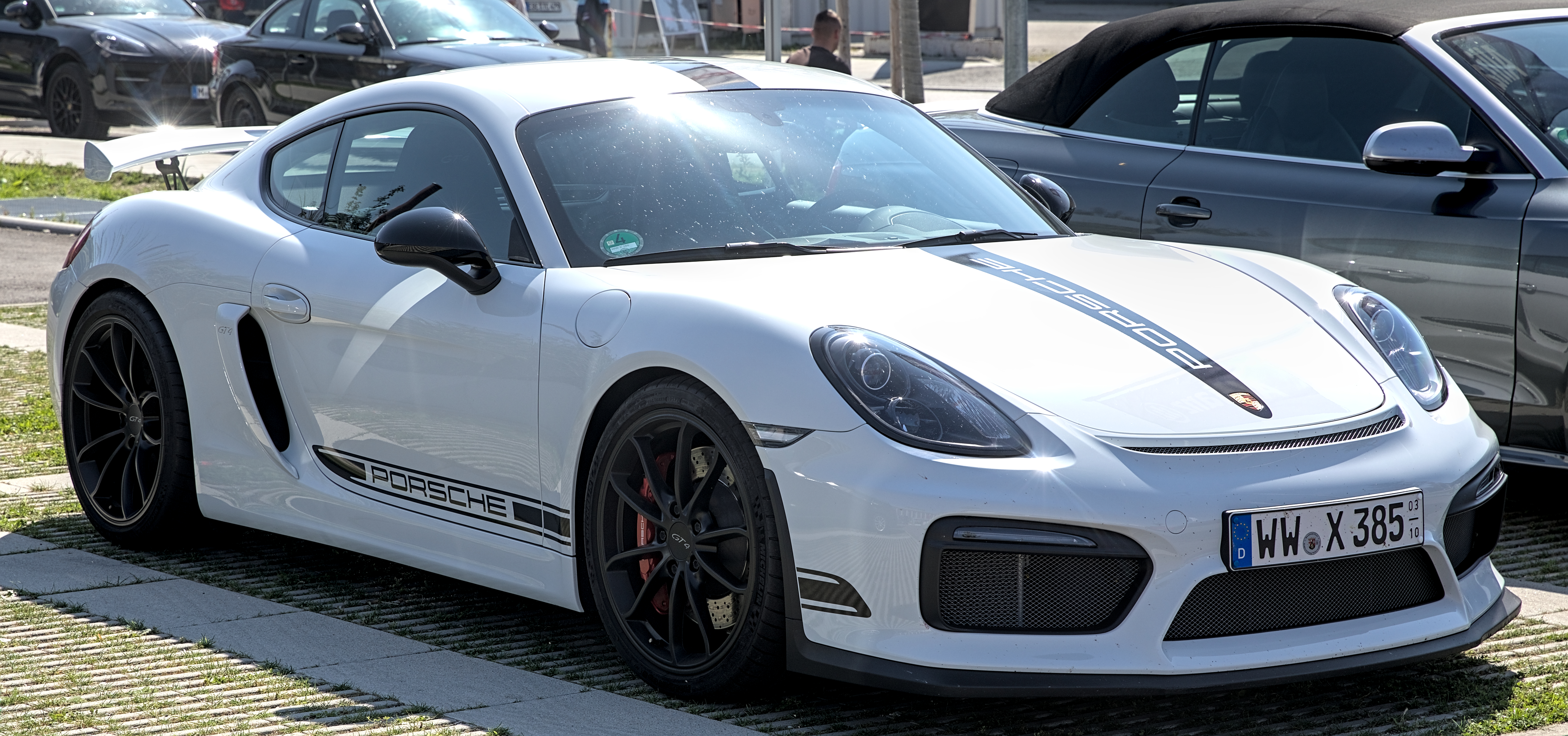
Porsche Cayman GT4 (981)

## Lifting
Comme pour la Boxster (Type 981), l’empattement a augmenté et les porte-à-faux de carrosserie ont été réduits. Comme sur tous les modèles Porsche depuis la Panamera (Type 970), les rétroviseurs extérieurs ne sont plus montés dans le triangle des vitres, mais sur les portes. La lunette arrière a été agrandie. Elle n’est plus encastrée dans l’encadrement du hayon comme sur sa prédécesseur, mais elle affleure à l’extérieur. Le positionnement plus élevé, inhabituel sur le marché, en termes de prix et de performances par rapport au cabriolet, est également resté dans la deuxième génération.

## Peinture extérieure
En plus des quatre peintures unies gratuites, il existe un certain nombre de peintures métallisées différentes en option.
Peintures de série :
| schwarz (depuis 2013) | indischrot (depuis 2013) | weiß (depuis 2013) | racinggelb (depuis 2013) |

Peintures métallisée :
| basaltschwarz (depuis 2013)  | platinsilber (depuis 2013)  | aquablau (depuis 2013)   | dunkelblau (depuis 2013) | mahagoni (depuis 2013)    |
| anthrazitbraun (depuis 2013) | rhodiumsilber (depuis 2013) | saphirblau (depuis 2013) | achatgrau (depuis 2013)  | amaranthrot (depuis 2013) |

Peintures spéciale métallisée :
| GT-silber (depuis 2013) | cognac (depuis 2013) | limegold (depuis 2013) |